# لوک کاهن
لوک کاهن (انگلیسی: Loek Cohen؛ زادهٔ ۳ آوریل ۱۹۴۶) یک فوتبالیست است. او در پست مهاجم در باشگاه فوتبال آژاکس آمستردام و باشگاه فوتبال آرسنال بازی کرد.